# Dzierzbowron
Dzierzbowron (Gymnorhina tibicen) – średniej wielkości czarno-biały ptak z rodziny ostrolotów, którego rodzimy zasięg obejmuje Australię i południową Nową Gwineę. Mimo że dawniej rozdzielany na trzy gatunki, obecnie przez IOC uznawany jest za jeden gatunek z dziewięcioma podgatunkami. Nazywany w języku angielskim Australian magpie – dosł. australijska sroka – ptak nie ma jednak nic wspólnego z eurazjatycką sroką, która jest przedstawicielem krukowatych. Dorosłe dzierzbowrony to dość krzepkie ptaki o długości ciała wahającej się między 37 a 43 cm i charakterystycznym czarno-białym upierzeniu, czerwonych oczach i mocnym, klinowatym, białoniebiesko-czarnym dziobie. Samiec i samica są podobne z wyglądu – można je rozróżnić po znakowaniu na grzbiecie. Ze względu na długie nogi dzierzbowron raczej chodzi zamiast skakać i większość czasu spędza na ziemi.
Dzierzbowron ma bogaty zasób skomplikowanych głosów. Jest wszystkożerny, a podstawę jego zróżnicowanej diety stanowią bezkręgowce. Na ogół to osiadły i terytorialny ptak. W obrębie zasięgu jest to szeroko rozprzestrzeniony ptak, spotykany na co dzień – dobrze przystosował się do życia w siedliskach ludzkich. Jest to charakterystyczny ptak dla parków, ogrodów i farm w Australii i Nowej Gwinei. W całym tym obszarze gatunek żeruje i dokarmiany jest w domostwach, jednak na wiosnę niewielki odsetek gniazdujących ptaków (w większości samców) staje się agresywny i po zanurkowaniu z powietrza atakuje ludzi, którzy zbliżają się do gniazd, szczególnie rowerzystów. W latach 60. XIX wieku dzierzbowrony introdukowano na Nową Zelandię, jednak potem zaczęły padać oskarżenia o zastępowanie siedlisk rodzimym gatunkom i obecnie G. tibicen uchodzi tam za szkodnika. Introdukcje miały miejsce również na Wyspach Salomona i Fidżi, gdzie ptaki te nie są uznawane za gatunek inwazyjny. Dzierzbowron jest maskotką kilku australijskich klubów sportowych, między innymi Collingwood Magpies.

## Taksonomia i nazewnictwo lokalne

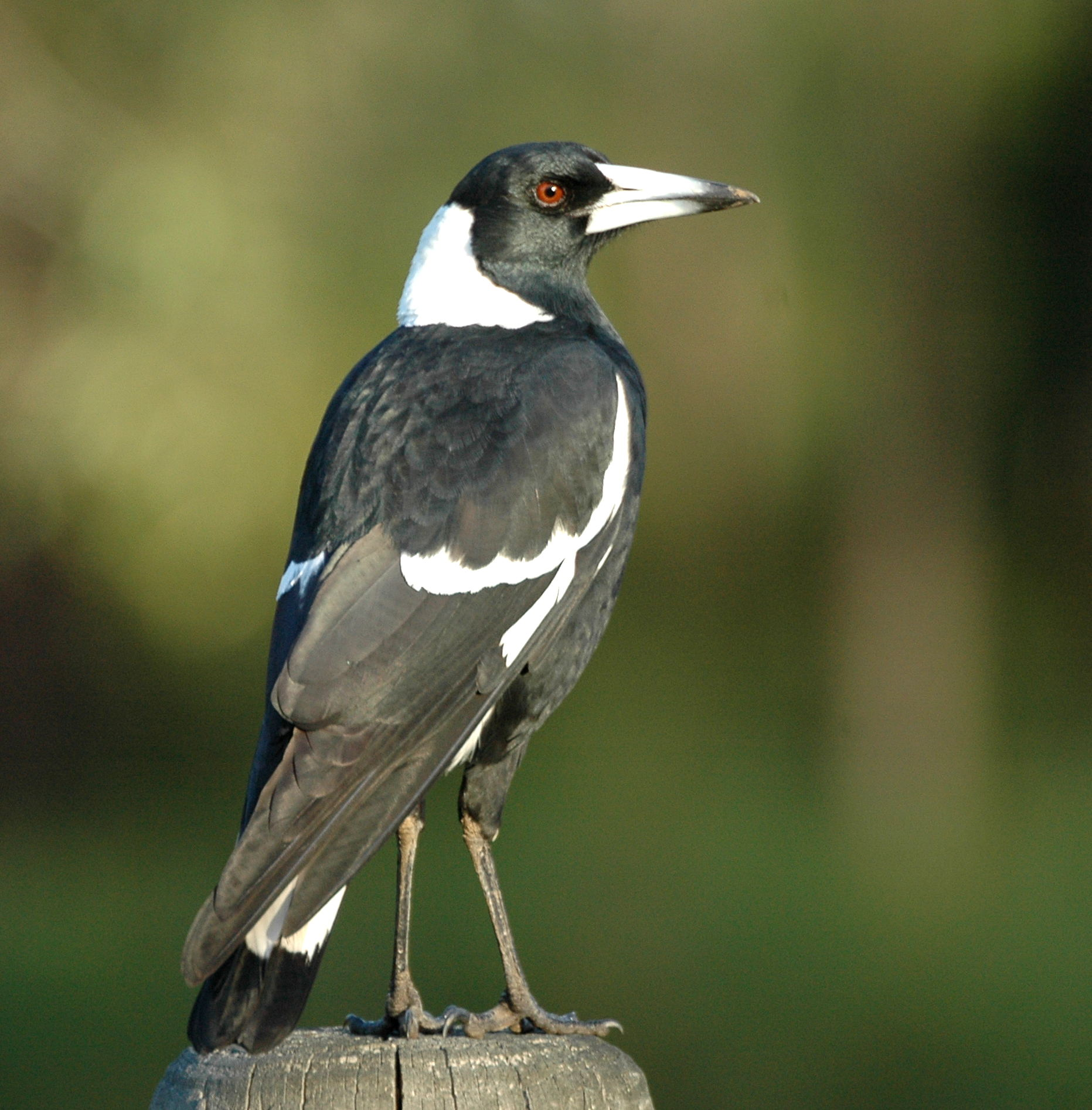
G. tibicen terraereginae, Queensland

Dzierzbowron został po raz pierwszy opisany przez angielskiego ornitologa Johna Lathama w 1801 pod nazwą Coracias tibicen; holotyp odłowiono w okolicy Port Jackson w Nowej Południowej Walii. Epitet gatunkowy pochodzi od łacińskiego słowa tibicen – „flecista” lub „dudziarz”, co odnosi się do melodyjnego głosu ptaka. Jedna z wcześniejszych odnotowanych nazw zwyczajowych to Piping Roller, zapisana na ilustracji wykonanej między 1788 a 1792 przez Thomasa Watlinga, jednego z ilustratorów określanych razem mianem Port Jackson Painter. Tarra-won-nang lub djarrawunang, wibung i marriyang były nazwami używanymi przez ludność z grup Eora i Darug zamieszkujących okolice Sydney. Booroogong i garoogong to słowa z języka Wiradjuri, zaś carrak ptaka nazywali ludzie Jardwadjali z Wiktorii. Wśród Kamilaroi odpowiednikiem nazwy było słowo burrugaabu, galalu albo guluu. Dzierzbowron był znany jako Warndurla pośród ludzi posługujących się językiem Yindjibarndi, a zamieszkujących centralną i zachodnią Pilbarę. Termin bell-magpie został zaproponowany celem odróżnienia dzierzbowrona od sroki w języku angielskim; nie zyskał szerszego uznania. 
Nazwa ptaka w języku angielskim nawiązuje do podobieństwa dzierzbowrona do sroki zwyczajnej (ang. European magpie); u wczesnych osadników powszechną praktyką było nazywanie roślin i zwierząt ze względu na podobieństwo do rodzimych odpowiedników. Jednakże sroka zwyczajna należy do rodziny krukowatych, podczas gdy jej australijski odpowiednik przynależy do rodziny ostrolotów (jednakże obie rodziny wywodzą się z linii ewolucyjnej Corvida). Podobieństwo dzierzbowrona do srokaczy i kurawong (Strepera) zostało wcześnie dostrzeżone i wszystkie 3 rodzaje, Strepera, Cracticus i Gymnorhina (dzierzbowrona), w 1914 umieścił w rodzinie srokaczy, Cractidae, John Albert Leach, po tym, jak zbadał umięśnienie tych ptaków. Amerykańscy ornitolodzy Charles Sibley i Jon Edward Ahlquist odkryli bliskie pokrewieństwo między ostrolotami (Artamus) a srokaczami w 1985 i połączyli obie rodziny w klad o nazwie Cracticini, który urósł do rangi rodziny ostrolotów (Artamidae). Dzierzbowron przez większość ujęć systematycznych umieszczany jest w monotypowym rodzaju Gymnorhina, jednak kilku autorów, m.in. Storr w 1952 i późniejsi autorzy, jak Christidis i Boles w checkliście z 2008, umieścili gatunek w rodzaju Cracticus. Tym samym nadali mu nazwę Cracticus tibicen, powołując się na argument, jakoby przystosowanie do naziemnego trybu życia nie było wystarczającą przesłanką do umieszczenia ptaka w osobnym rodzaju. Dowodem są opublikowane w 2013 wyniki badań molekularnych, które wykazały, że dzierzbowron to takson siostrzany wobec srokacza czarnego (M. quoyi). Przodek obu gatunków ostrolotów musiał oddzielić się od linii rozwojowej rodziny między 8,3 a 4,2 mln lat temu, podczas późnego miocenu/wczesnego pliocenu, podczas gdy dalsza specjacja zaszła w pliocenie (5,8–3,0 mln lat temu).
W sporej części XX-wiecznej literatury dzierzbowrona dzielono na 3 gatunki – black-backed magpie (C. tibicen), white-backed magpie (C. hypoleuca) i western magpie (C. dorsalis). Później dostrzeżono, że były to hybrydy powstałe na granicach terytoriów; dość pospolicie występowały hybrydy z szarym lub pasiastym grzbietem. Ponownie jako jeden gatunek sklasyfikował te ptaki Julian Ralph Ford w 1969, a z jego klasyfikacją zgadza się większość autorów czasów dzisiejszych.

### Podgatunki
Obecnie IOC uznaje 9 podgatunków dzierzbowrona, choć istnieją duże obszary, gdzie ich zasięgi nakładają się, skutkując powstawaniem form pośrednich między tymi taksonami. U ptaków wraz ze wzrostem szerokości geograficznej wzrastają i rozmiary osobników; podgatunki z południa osiągają większe wymiary niż te z północy; nie dotyczy to podgatunku z Tasmanii, który obejmuje małe ptaki (patrz: reguła Bergmanna i karłowacenie wyspowe). Forma opisana na podstawie holotypu, znana w języku angielskim jako black-backed magpie i figurująca pod nazwą Gymnorhina tibicen, została podzielona na 4 podgatunki o czarnych grzbietach:

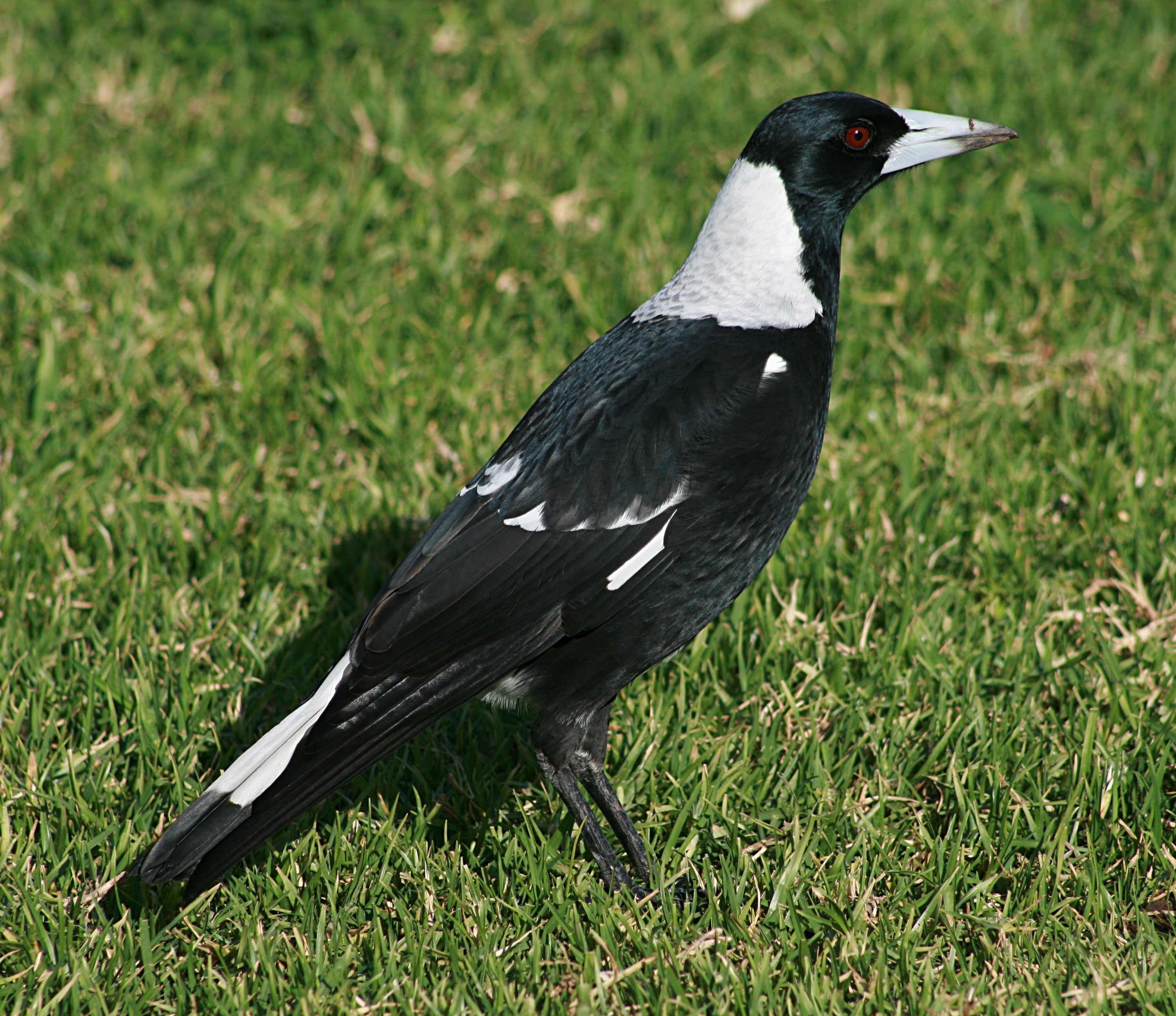
G. tibicen tibicen w Sydney

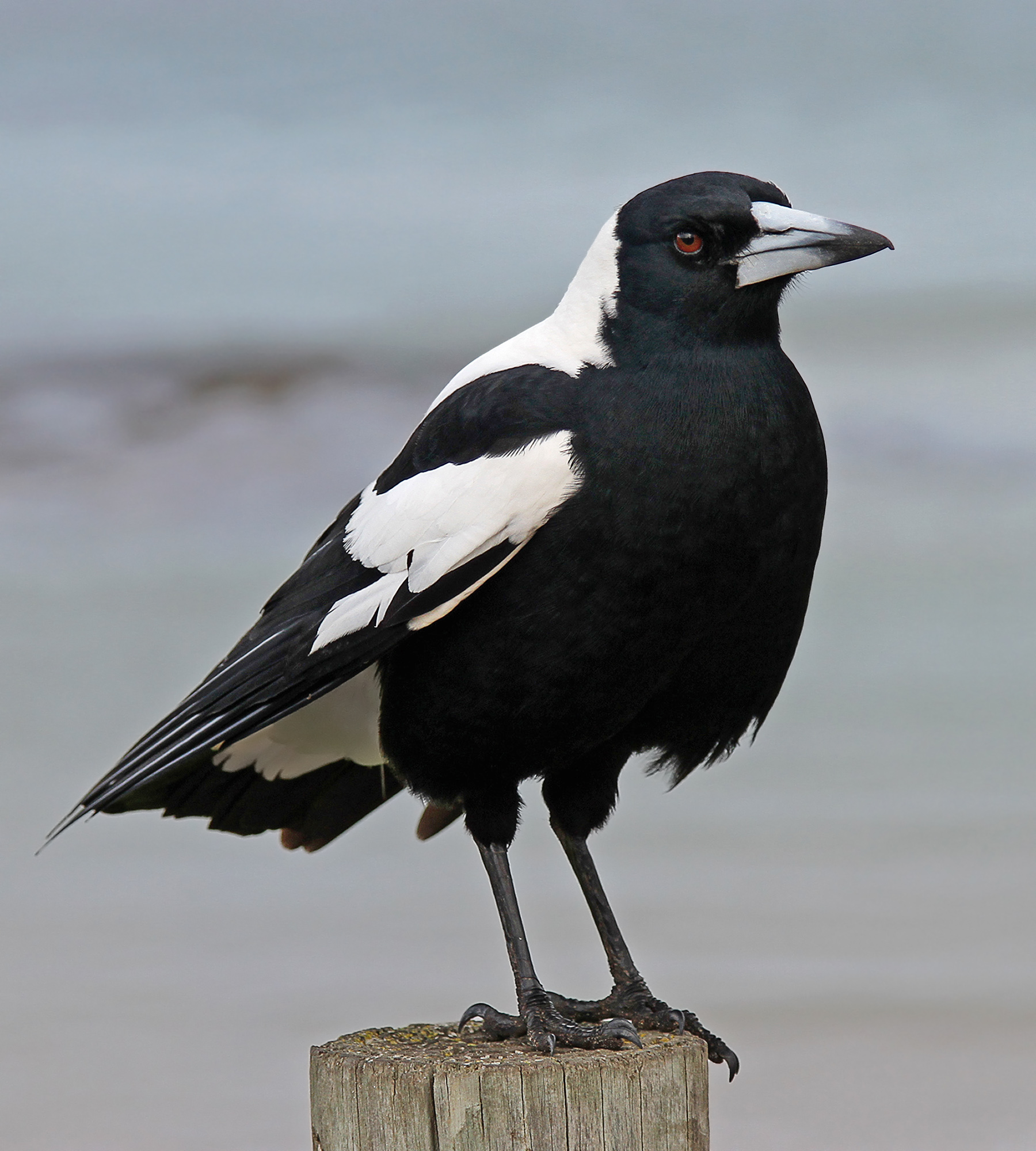
G. tibicen tyrannica na południowym wybrzeżu Wiktorii

- dzierzbowron gwiżdżący[8] (G. tibicen tibicen), podgatunek nominatywny, obejmuje duże ptaki występujące w południowo-wschodnim Queensland, od okolic Moreton Bay poprzez wschodnią Nową Południową Walię po Moruya, prawie przy granicy z Wiktorią. Występuje na wybrzeżu lub w jego bliskiej okolicy i występuje na wschód od Wielkich Gór Wododziałowych[13].
- G. tibicen terraereginae zamieszkuje obszary od Półwyspu Jork i Gulf Country na południe poprzez Queensland do wybrzeża ograniczonego na północy Halifax Bay i na południu Mary River, centralną i zachodnią Nową Południową Walię i północną Australię Południową; przedstawiciele podgatunku mali lub średnich rozmiarów[13]. Upierzenie takie samo jak u G. t. tibicen, jednak u samicy czarna końcówka ogona jest krótsza. Skrzydła i skok są krótsze, dziób dłuższy[30]. Podgatunek po raz pierwszy opisał Gregory Mathews w 1912, epitet pochodzi z łaciny od terra – „ziemia” i reginae – „królowej” (ang. queen, od Queensland). W północnej Wiktorii i południowo-wschodniej Nowej Południowej Walii dochodzi do hybrydyzacji z dużymi ptakami podgatunku G. t. tyrannica; u form pośrednich na białych częściach grzbietu występują czarne pasy o różnej szerokości. Hybrydyzacja w trzy strony (tyrannica–terrareginae–tibicen) zachodzi między Bega a Batemans Bay u południowego Wybrzeża Nowej Południowej Walii[31].
- G. tibicen eylandtensis, ang. Top End magpie, występuje od Kimberley w północnej Australii Zachodniej, poprzez Terytorium Północne, Ziemię Arnhema i Groote Eylandt po Gulf Country[32]. G. t. eylandtensis obejmuje ptaki o długich i cienkich dziobach, a osobniki z Groote Eylandt prawdopodobnie są mniejsze od ptaków z kontynentu[33]. Przed końcem ogona występuje czarny pasek[34]; u samca górna część grzbietu biała, u samicy szara[33]. Podgatunek opisał H.L. White w 1922. Krzyżuje się z C. t. terraereginae na południowy wschód od Zatoki Karpentaria[33].
- G. tibicen longirostris, ang. long-billed magpie, zasiedla obszar północnej Australii Zachodniej, od Zatoki Rekina po Pilbarę[32]. Nazwany w 1903 przez Alexa Milligana podgatunek obejmuje średniej wielkości ptaki z długim, cienkim dziobem. Milligan wysnuł przypuszczenie, że dziób stanowi przystosowanie do lokalnych warunków, co oznacza, że ptaki miałyby łapać niebezpieczne skorpiony i pająki[35]. W południowej centralnej Australii Zachodniej występuje szeroki obszar krzyżowania się G. t. longirostris i G. t. dorsalis, ciągnący się od Zatoki Rekina na południe do rzeki Murchison i na wschód do Wielkiej Pustyni Wiktorii[36].

Ptaki określane w języku angielskim jako white-backed magpie, opisane jako Gymnorhina hypoleuca przez Johna Goulda w 1837, również nie stanowią oddzielnego gatunku:

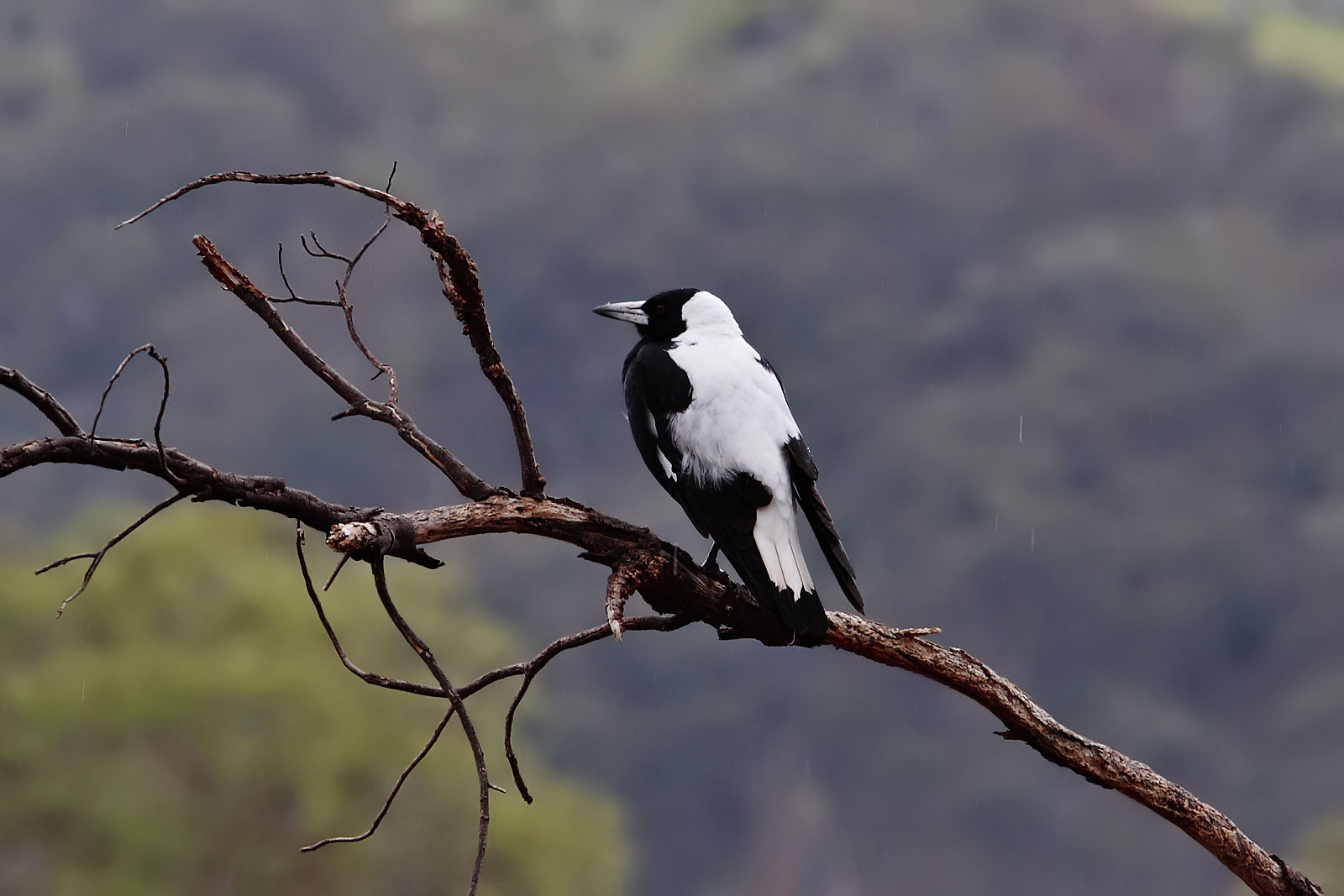
Samiec podgatunku G. t. tyrannica pokazujący biały grzbiet

- G. tibicen tyrannica obejmuje bardzo duże, białogrzbiete dzierzbowrony występujące od Twofold Bay na dalekim południu Nowej Południowej Walii, poprzez południową Wiktorię na południe od Wielkich Gór Wododziałowych po Park Narodowy Coorong w południowo-wschodniej Australii Południowej. Pierwszego opisu dokonali Richard Schodde i Ian J. Mason w 1999[32]. Na ogonie widoczny jest szeroki czarny pas[34].
- G. tibicen telonocua można spotkać od Cowell na południe po Półwysep Eyre’a i Półwysep Yorke w południowej Australii Południowej oraz w południowo-zachodnim paśmie Gawler Ranges. Podgatunek opisali Schodde i Mason w 1999[32]; jego epitet, telonocua, to anagram od leuconota, co znaczy „białogrzbiety”[37][29]. Ptaki tego podgatunku przypominają G. t. tyrannica, różnią się krótszym skrzydłem oraz ogólnie mniejszymi rozmiarami i masą ciała. W porównaniu do innych podgatunków dzierzbowrona dziób jest stosunkowo krótki. Mieszańce z innymi podgatunkami występują w Mount Lofty Ranges i na Wyspie Kangura[29].

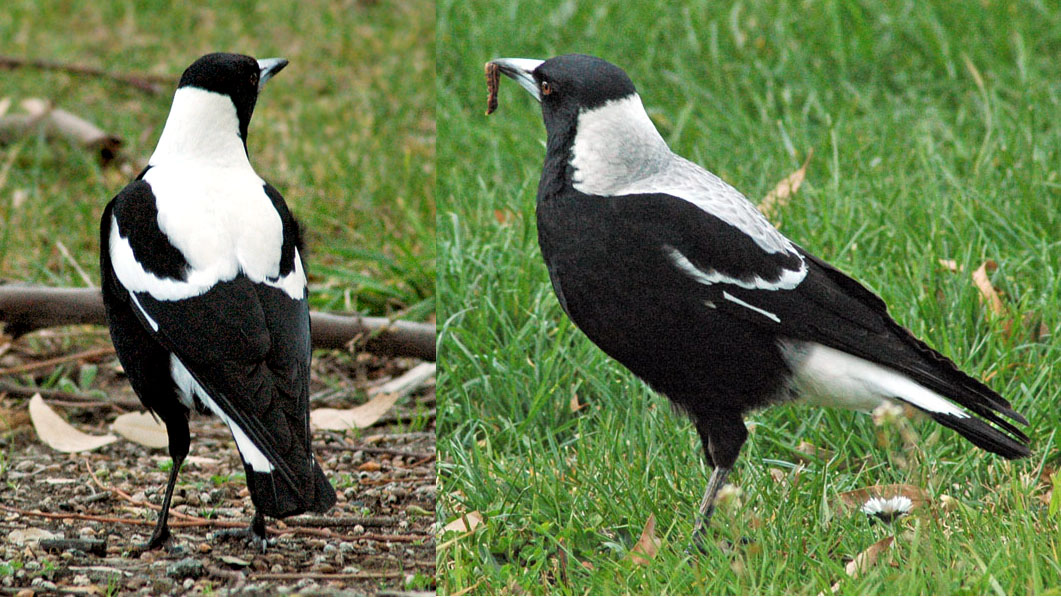
Samiec (po lewej) i samica (po prawej) z Tasmanii

- dzierzbowron żałobny[8] (G. tibicen hypoleuca) określa małe ptaki o białym grzbiecie, krótkim, zwartym dziobie i niedługich skrzydłach, występujące na wyspie King i Wyspie Flindersa, do tego na Tasmanii[32].

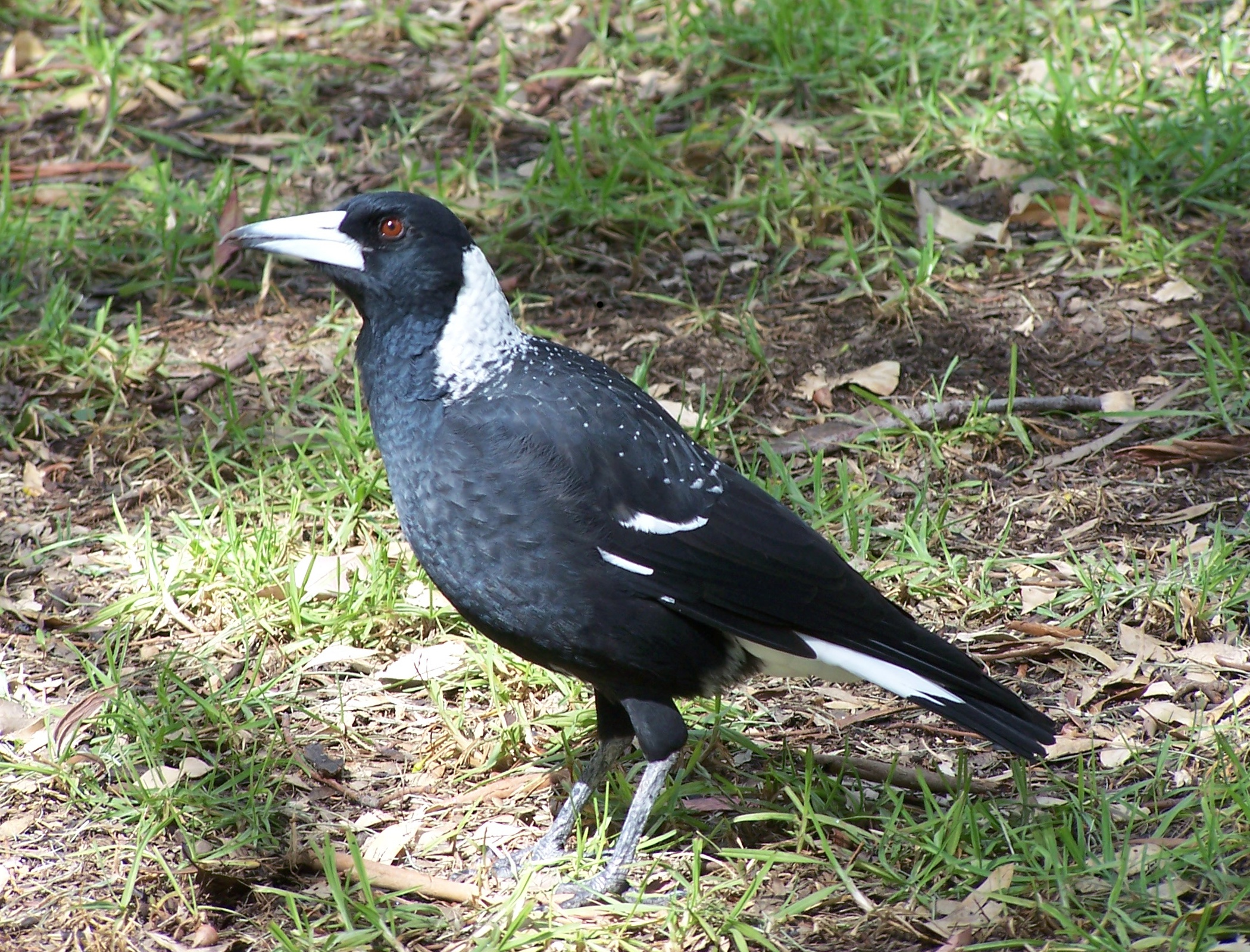
Samica podgatunku dorsalis. U samców grzbiet ma kolor biały

- dzierzbowron białogrzbiety[8] (G. tibicen dorsalis) (ang. western magpie) pierwotnie został uznany za osobny gatunek przez A.J. Campbella w 1895. Występuje w żyznym południowo-zachodnim zakątku Zachodniej Australii[32]. Dorosły samiec odznacza się białym grzbietem i najbardziej przypomina osobniki podgatunku G. t. telonocua, osiąga jednak nieco większe rozmiary, posiada dłuższy dziób i węższy czarny pasek na końcu ogona. Samice wyróżnia wyjątkowe upierzenie – łuskowany czarny lub brązowoczarny grzbiet; ciemne pióra mają białe krawędzie. Wraz ze zużywaniem się piór ten oryginalnie upierzony obszar zdaje się przybierać bardziej jednolite barwy ze względu na ścieranie się krawędzi piór. U obu płci można dostrzec czarne nogawice[36].
- dzierzbowron papuaski[8] (G. tibicen papuana) (ang. New Guinean magpie) to mało poznany podgatunek swój zasięg mający w południowej Nowej Gwinei[32]. Samca cechuje niemal biały grzbiet z wąskim czarnym paskiem, zaś samicę czarniawy grzbiet; czarne pióra wierzchu ciała mają białe końcówki, podobne jak u G. t. dorsalis. Ptaki tego podgatunku, podobnie jak longirostris, mają długie dzioby[38].

## Morfologia

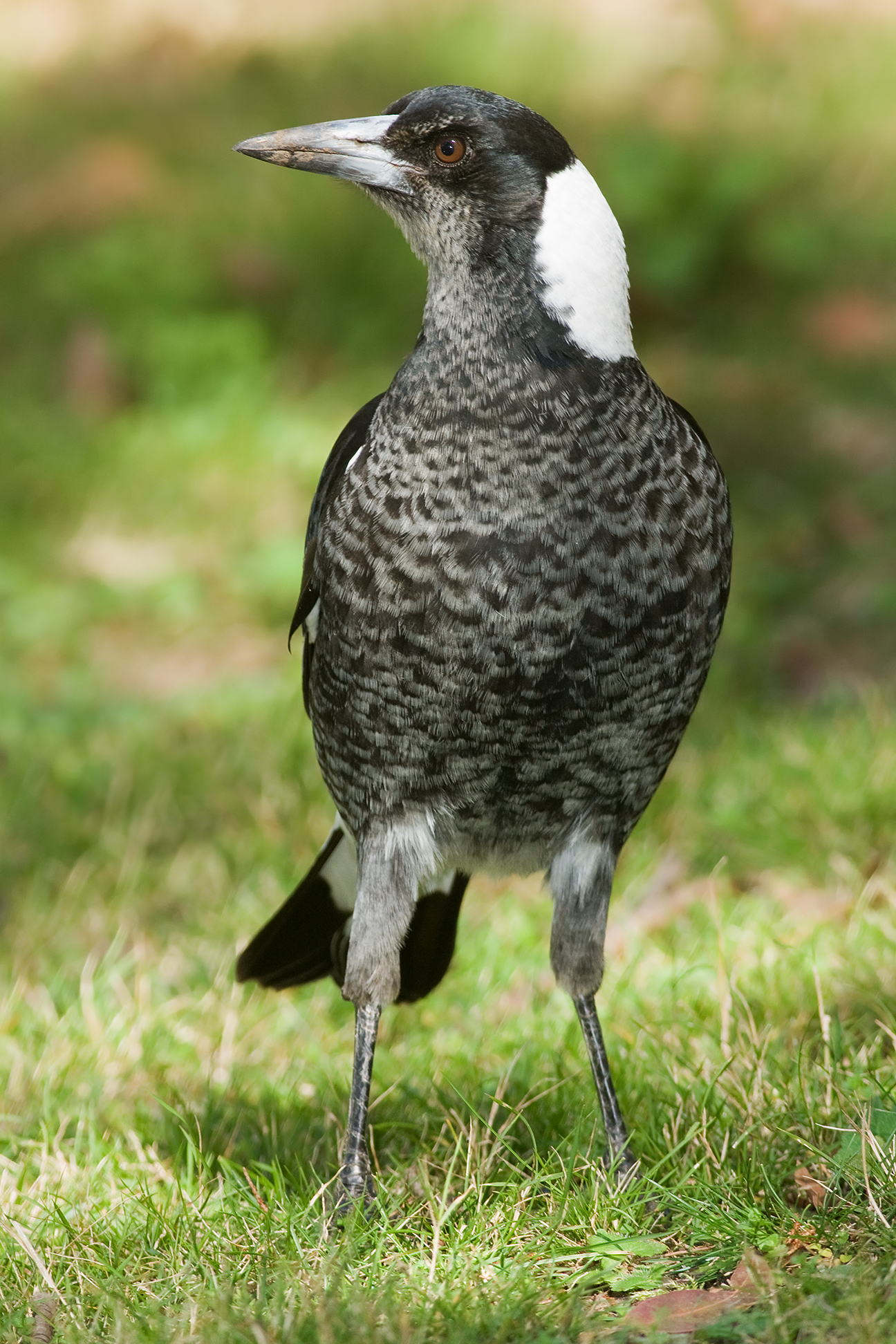
Młodociany osobnik o ciemnych tęczówkach i nierzucającym się w oczy upierzeniu, Australian National Botanic Gardens, Canberra

Dorosłe dzierzbowrony to ptaki o zwartej, mocnej budowie mierzące od 37 do 43 cm i 65–85 cm (26–33 in) rozpiętości skrzydeł; osiągają masę ciała rzędu 220–350 g. Solidny dziób o kształcie wrzeciona przybiera barwę niebieskobiałą, a na krawędziach czarną; na końcu widać niewielki haczyk. Nogi są długie i silne, mają kolor czarny. Całość upierzenia składa się z czerni i bieli, w obu przypadkach czystej i połyskliwej; ptaki obu płci i wszystkich podgatunków posiadają czarne głowy, skrzydła i spód ciała oraz białe barkówki. Ogoń wieńczy czarny pasek. Płcie różni grzbiet – biały u samca i jasnoszary u samicy. Dorosłe osobniki mają czerwone tęczówki, inaczej niż u żółtookich kurawong i białookich kruków australijskich i wron. Główne różnice między podgatunkami dotyczą siodła na grzbiecie (poniżej jego górnej części) i wzorów na nim. U podgatunków o czarnym siodle grzbiet w górnej części porastają pióra białe; tak samo jest u podgatunków o białym siodle. U samca G. t. dorsalis również dostrzec można biały grzbiet, za to ten sam obszar u samicy pokrywa czarny, przypominający łuski wzór.
Szeroko znany w Australii i łatwy do rozpoznania dzierzbowron raczej nie może być pomylony z żadnym innym ptakiem. Srokacz czarnogardły ma podobną sylwetkę i upierzenie, jednakże spód ciała porastają pióra białe. Gralina srokata to znacznie mniejszy i delikatniejszy ptak ze skomplikowanym i wysoce odmiennym upierzeniem. Kurawongi mają mocniejsze dzioby, do tego upierzenie zawiera przede wszystkim ciemne kolory.

### Wymiary według podgatunku
Wszystkie wymiary podano w milimetrach. Wszystkie przypadki, w których podano liczbę osobników, dotyczą osobników zbadanych przez Deana Amadona, amerykańskiego ornitologa.
|                    | Samce  | Samce    | Samce   | Samice | Samice        | Samice        |
| Podgatunek         | Liczba | Zakres   | Średnia | Liczba | Zakres        | Średnia       |
| długość skrzydła   |        |          |         |        |               |               |
| G. t. tibicen      | 8      | 251–292  | 275     | 3      | 245–275       | 260           |
| G. t. dorsalis     | 7      | 263–274  | 269     | 8      | 248–261       | 254           |
| G. t. longirostris | 2      | 252, 260 | 256     | 1      | 250           | 250           |
| G. t papuana       | –      | –        | –       | 1      | 245 (holotyp) | 245 (holotyp) |
| G. t eylandtensis  | nn     | 230–255  | –       | nn     | 225–245       | –             |
| G. t terraereginae | 6      | 242–265  | –       | 3      | 240–251       | –             |
| G. t hypoleuca     | nn     | 248–258  | –       | nn     | 235–245       | –             |
| długość dzioba     |        |          |         |        |               |               |
| G. t tibicen       | 10     | 47–56    | 52      | 4      | 47–53         | 49            |
| G. t dorsalis      | 9      | 55–64    | 59      | 8      | 49–57         | 54            |
| G. t longirostris  | 3      | 61–64    | 63      | 2      | 59, 59        | 59            |
| G. t papuana       | 1      | 64       | 64      | 3      | 60–64         | 62            |
| G. t eylandtensis  | nn     | 56–62    | –       | nn     | 51–57         | –             |
| G. t terraereginae | 6      | 63–57    | –       | 4      | 53–56         | –             |
| G. t hypoleuca     | nn     | 44–50    | –       | nn     | 38–43         | –             |

Znak zapytania oznacza, że dany okaz był uszkodzony i niemożliwe było przeprowadzenie wiarygodnego pomiaru.
Dodatkowe wymiary, nieuwzględnione w tabeli:
- G. t tibicen: długość ogona u jednego okazu z kolekcji Gregora Mathewsa, płeć nieznana – 141 mm
- G. t. eylandtensis: długość ogona 1 samca – 139 mm
- G. t. terraereginae:  długość ogona holotypu, płeć nieznana – 145 mm
- G. t. telonocua: długość ogona 1 samca (o ubarwieniu samicy) – 157 mm

## Głos
Dzierzbowron wydaje z siebie wiele różnorodnych dźwięków, niektóre z nich złożone. Zakres używanych wysokości dźwięku obejmuje aż 4 oktawy. Dzierzbowron potrafi naśladować 35 gatunków ptaków (zarówno rodzimych, jak i wprowadzonych), do tego psy i konie. Stwierdzono nawet naśladowanie ludzkiej mowy u osobników żyjących blisko człowieka. W wierszu The Magpies Denisa Glovera głos dorosłego ptaka został opisany jako quardle oodle ardle wardle doodle, zaś w książce dla dzieci Waddle Giggle Gargle Pameli Allen jako waddle giggle gargle paddle poodle.
Przebywający samotnie dzierzbowron może wydawać z siebie cichy, melodyjny szczebiot; ten skomplikowany szczebiot lub głos „cichy”, inaczej podśpiew (ang. subsong) wchodzi w zakres częstotliwości rzędu 2–4 kHz i nie niesie się daleko. Odnotowano takie pieśni trwające nawet 70 minut. Są często słyszane pod koniec okresu lęgowego. Pary G. tibicen często razem wydają głośne, dźwięczne odgłosy znane pod nazwą carolling celem poinformowania o terytorium lub jego obrony; inicjuje go jeden osobnik. Często poprzedzony szczebiotem carolling ma częstotliwość mieszczącą się między 6 a 8 kHz i składa się z 4–5 elementów oddzielonych niezbyt charakterystycznym, bełkotliwym hałasem. Ptaki przybierają charakterystyczną pozycję, odchylając głowę do tyłu, eksponując pierś i ruszając skrzydłami w tył Krótka, powtarzająca się wersja carollingu jest wykonywana przez grupy ptaków tuż przed świtem (dawn song) i o zmierzchu już po zachodzie słońca (dusk song) zimą i latem.
Pisklęta i młodociane dzierzbowrony odzywają się powtarzanym, krótkim i głośnym (80 dB), a do tego wysokim (8 kHz) głosem żebrzącym. Ostrzegając inne gatunki, ptaki mogą kłapać dziobem. Stosują również kilka wysokich (8–10 kHz) głosów alarmowych lub zwabiających inne osobniki swojego gatunku używanych w razie zauważenia zagrożenia lub intruza. Odnotowano, że odmienne głosy są używane w razie nadejścia warana, a inne w wypadku pojawienia się orła.

## Zasięg i środowisko
Dzierzbowron występuje w ekoregionie Trans Fly savanna and grasslands na Nowej Gwinei pomiędzy rzeką Oriomo i Princess Marianne Strait oraz na większości obszaru Australii, z wyjątkiem krańca półwyspu Jork, Pustyni Gibsona i Wielkiej Pustyni Piaszczystej a także południowo-zachodniej części Tasmanii. Ptaki tego gatunku, złapane głównie na Tasmanii i Wiktorii, wprowadzono na Nową Zelandię dzięki działaniom Stowarzyszenia Aklimatyzacji Otago i Canterbury w latach 60. XIX i Wellington Acclimatisation Society, które w 1874 wypuściło 260 ptaków. Formy białogrzbiete rozprzestrzeniły się na obu wyspach – Północnej i Południowej w jej wschodniej części, podczas gdy osobniki o grzbietach czarnych żyją w okolicy Hawke’s Bay region. Dzierzbowrony introdukowano by redukowały liczbę szkodników niszczących uprawy i z tego powodu chroniono je prawnie aż do 1951. Ptaki uważano za mające negatywny wpływ na lokalną awifaunę, jak na przykład kędziornik i garlica maoryska, poprzez porywanie jaj i piskląt z gniazd. Badania prowadzone przez Waikato University podały w wątpliwość te pogłoski, a wiele z nich, twierdzących, jakoby winę za drapieżnictwo ponosiły dzierzbowrony, miało jedynie charakter anegdotyczny. Podjęto także próby introdukcji na Wyspy Salomona i Sri Lankę, jednak ptaki nie stworzyły stabilnej populacji. Udało im się to jednak na wyspie Taveuni (Fidżi).
Dzierzbowrony preferują obszary otwarte, jak łąki i pola, oraz tereny w pobliżu siedlisk ludzkich – parków, ogrodów, pól golfowych i ulic – z porozrzucanymi drzewami lub lasem w okolicy. Ptaki gnieżdżą się i chronią wśród drzew, jednak żerują głównie na ziemi. G. tibicen odnotowano również i w nasadzeniach sosen. Lasy deszczowe i podmokłe lasy twardolistne wiecznie zielone mogą być zamieszkane przez dzierzbowrony tylko wtedy, gdy przylegają do obszarów wycinki drzew. Ogółem zarówno zasięg, jak i liczebność populacji dzierzbowrona wzrasta wraz z wycinką, jednakże odnotowano i spadki populacji – na skalę lokalną w Queensland po suszy w 1902 i na Tasmanii w latach 30. XX w. Przyczyna drugiego spadku nie jest jasna; możliwe, że przyczyniło się do tego podkładanie trutek na króliki, wycinanie sosen i rozprzestrzenianie się czajki płatkolicej (Vanellus miles).

## Ekologia

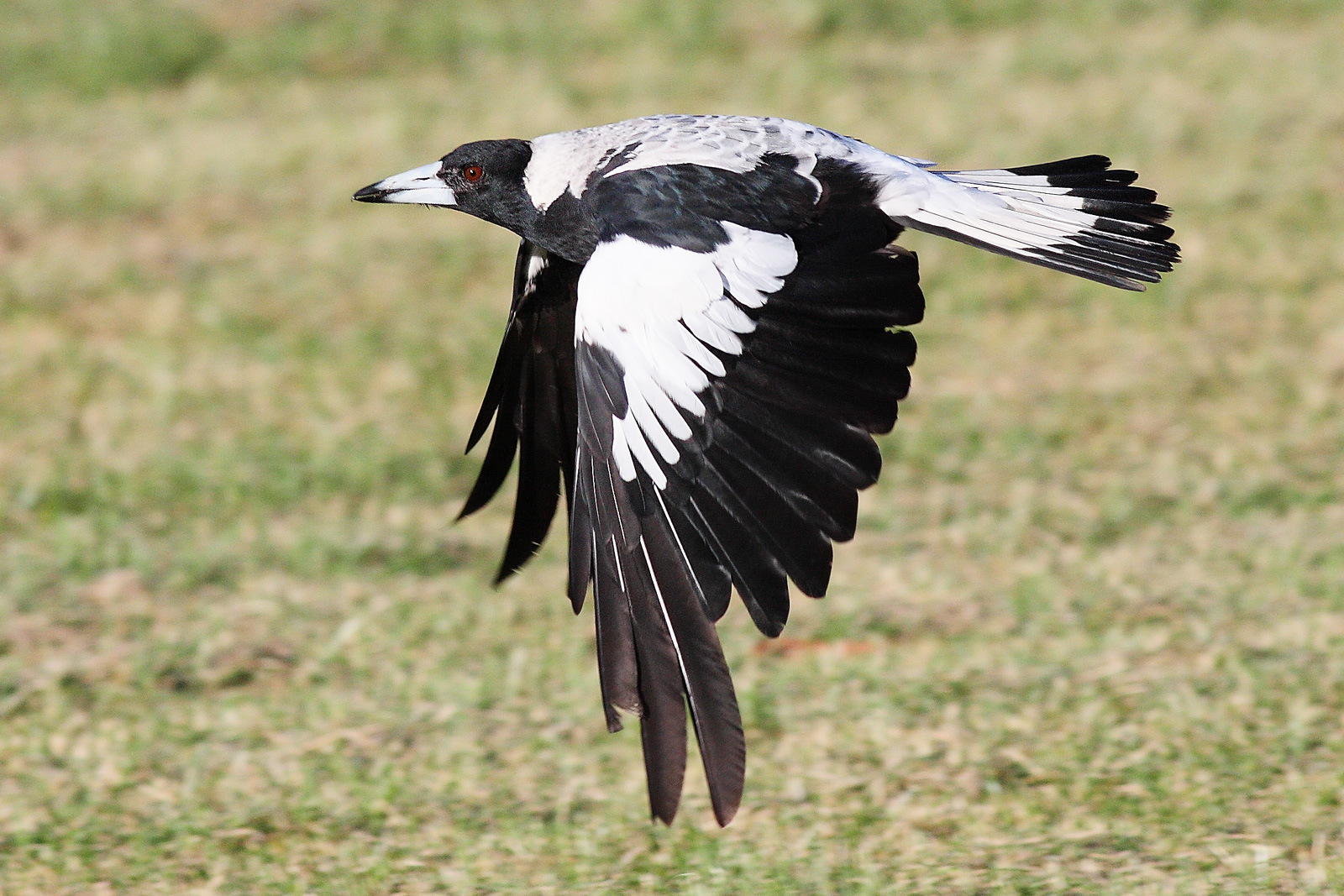
Samica G. t. tyrannica w locie

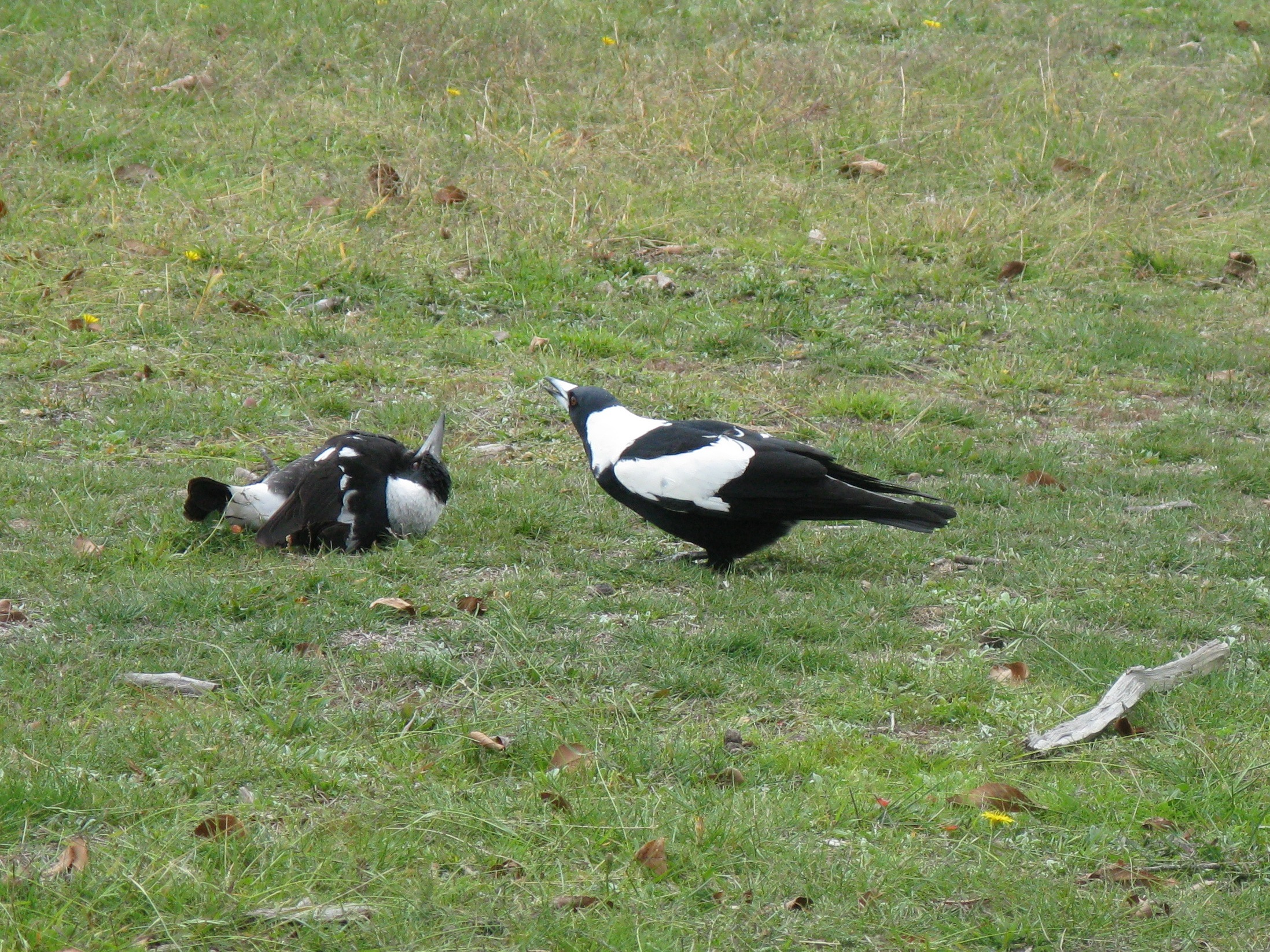
Uległy młody

Dzierzbowron to ptak niemal wyłącznie dzienny, jednak może odzywać się także nocą. Do naturalnych wrogów dzierzbowronów należą warany i sowica szczekliwa. Ptaki często giną na drogach lub liniach wysokiego napięcia oraz w wyniku zatrucia spowodowanego zjedzeniem wróbla domowego, myszy, szczura lub królika, który uprzednio zjadł trutkę. Kruk australijski może pożreć niepilnowane pisklę.

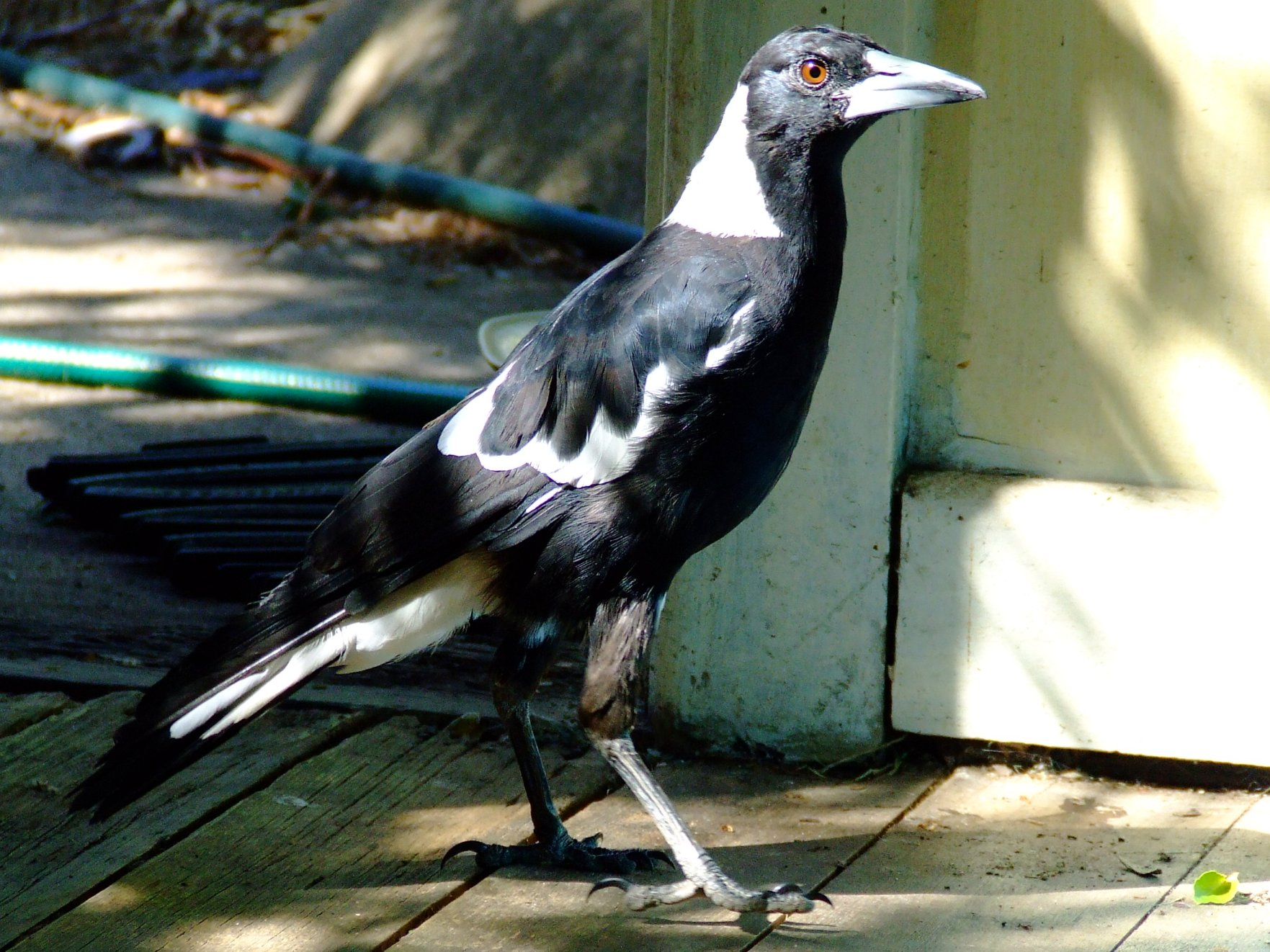
Spacerujący dzierzbowron

Na ziemi G. tibicen chodzi, jako jedyny ptak w rodzinie ostrolotów; pozostałe skaczą z równolegle ułożonym nogami. Dzierzbowron ma krótką kość udową i długie kości niżej kolana (tibiotarsus i skok), przystosowane do chodzenia, nie biegania, jednakże ptaki tego gatunku potrafią krótko pobiec goniąc zdobycz.
Ogółem dzierzbowron to ptak osiadły i terytorialny, żyjący w grupach lub stadach; grupa może zajmować to samo terytorium przez kilka lat. Ptaki wkładają wiele energii w odganianie intruzów, zwłaszcza innych ptaków swojego gatunku, zaś odmienne zachowania występują w przypadku różnych wrogów. Po dostrzeżeniu szponiastego czuwające ptaki wydają odgłosy nawołujące inne osobniki i wspólnie rozpoczynają nalot na niechcianego gościa. Podlatują z dowolnej strony – jednak tak, by ostatecznie zaatakować od tyłu, w razie gdyby ptak zaatakował. Następnie przeganiają go z terytorium, nadal atakując. Carolling używany jest do oznajmienia terytorium i odstraszenia innych dzierzbowronów. Podczas zachowania zwanego negotiating display dominujące dzierzbowrony – w liczbie jednego lub dwóch – kroczą po granicy swojego terytorium, podczas gdy pozostałe ptaki przyglądają się. Ptaki mogą stroszyć pióra lub wydawać z siebie głos carolling. Jeśli dana grupa przedstawicieli G. tibicen wejdzie w konflikt z drugą, a obie strony liczą mniej więcej tyle samo osobników, ptaki wzlatują i tworzą rząd na linii terytoriów. Grupa „broniąca” może nawet uciec się do popisów w powietrzu, podczas których dominujące ptaki (niekiedy cała grupa) pikują i głosem ostrzegają grupę „atakujących”.
U omawianego gatunku można dostrzec szeroki zakres popisów, w którym przeważają te o nacechowaniu agresywnym. Kucanie połączone z cichym głosem żebrzącym to częste zachowanie okazujące uległość. Zachowaniem o identycznym przekazie jest także manus flutter, podczas którego ptak rozkłada swoje lotki. Dzierzbowrony, a szczególnie młode, mogą również przewrócić się na grzbiet, eksponując spód ciała. Stroszenie piór po bokach ciała wyraża agresję lub zapowiada atak. Osobniki młodociane wykazują wiele zachowań o charakterze zabawy, zarówno samemu, jak i w grupie, a starsze ptaki często rozpoczynają te czynności. Mogą one obejmować przenoszenie, obracanie lub ciągnięcie różnych obiektów – takich jak patyki, kamienie czy kawałki drutu – i wręczanie ich innym ptakom. Inna zabawa polega na pochwyceniu liścia lub pióra przez dzierzbowrona, za którym ruszają kolejne, starając się ściągnąć na dół uciekiniera łapiąc go za ogon. Do tego ptaki skaczą na siebie lub udają walkę. W takiej dzierzbowroniej rozrywce mogą brać udział i inne gatunki, jak słodnik i świergotek nowozelandzki.

### Pożywienie

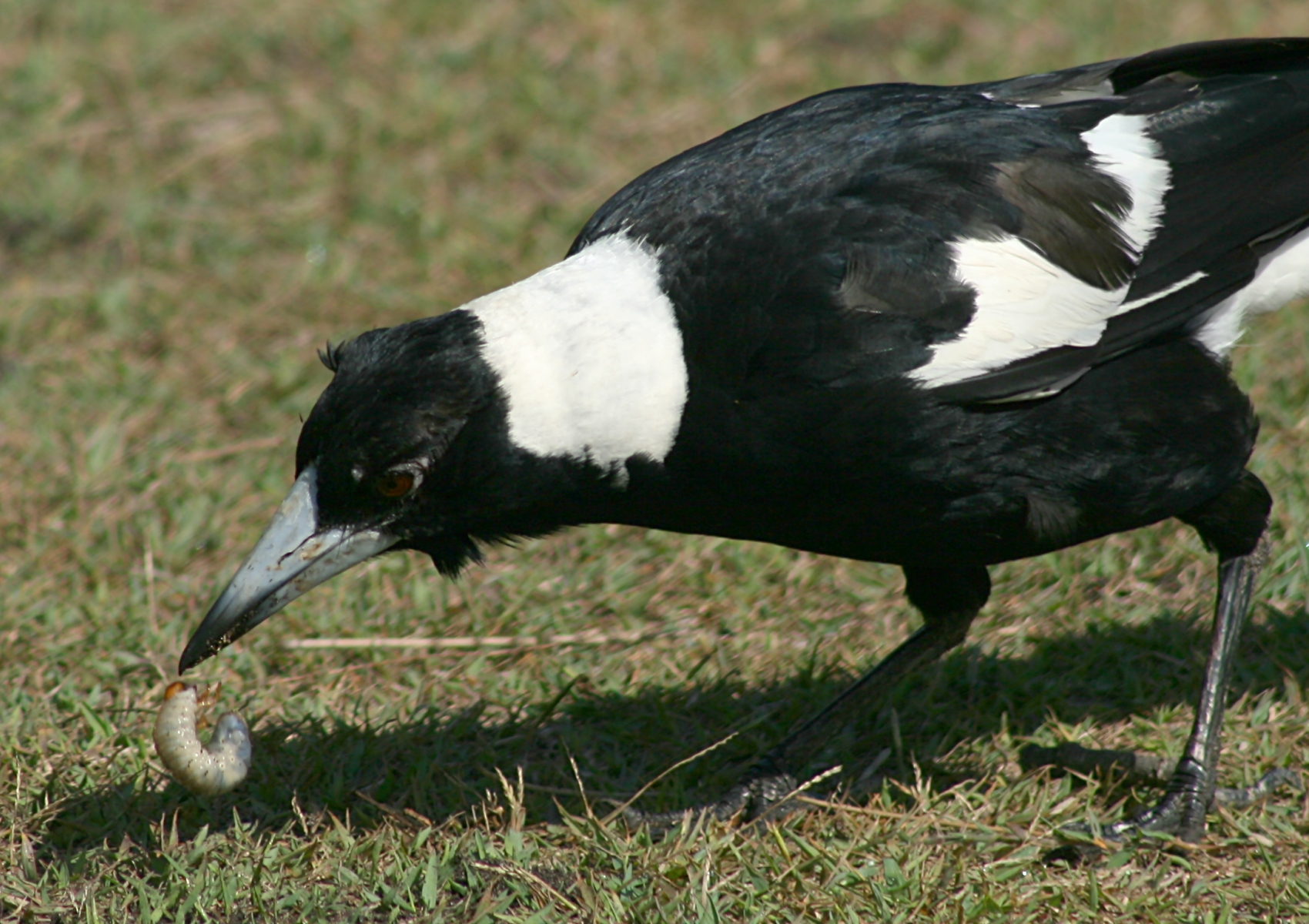
Ptak wydobywający z ziemi larwę

Dzierzbowron jest wszystkożerny. Swoje zróżnicowanie pożywienie znajduje na poziomie gruntu lub nieco wyżej niego. Zjada bezkręgowce takie jak dżdżownicowate, stonogi, ślimaki, pająki i skorpiony oraz szeroki zakres owadów – karaczany, mrówki, chrząszcze, ćmy, gąsienice i inne larwy. Scynkowate, płazy bezogonowe, myszy i inne małe zwierzęta oraz zboża, bulwy, figi i orzechy włoskie również zostały odnotowane jako składnik diety dzierzbowrona. Przystosował się nawet do bezpiecznego jedzenia ropuch ag poprzez wywracanie ich i wyjadanie spodnich części ciała. Dzierzbowrony okupują tereny otwarte, szukając w ziemi owadów i ich larw. W jednym z badań wykazano, że te ptaki potrafią znaleźć larwy Scarabaeidae na podstawie zasłyszanego dźwięku lub wibracji. Ptaki używają dzioba zarówno do wbicia się w ziemię, jak i do przewracania ściółki. Mniejszą zdobycz połykają w całości, jednak w przypadku os i pszczół najpierw usuwają żądło.

### Rozród

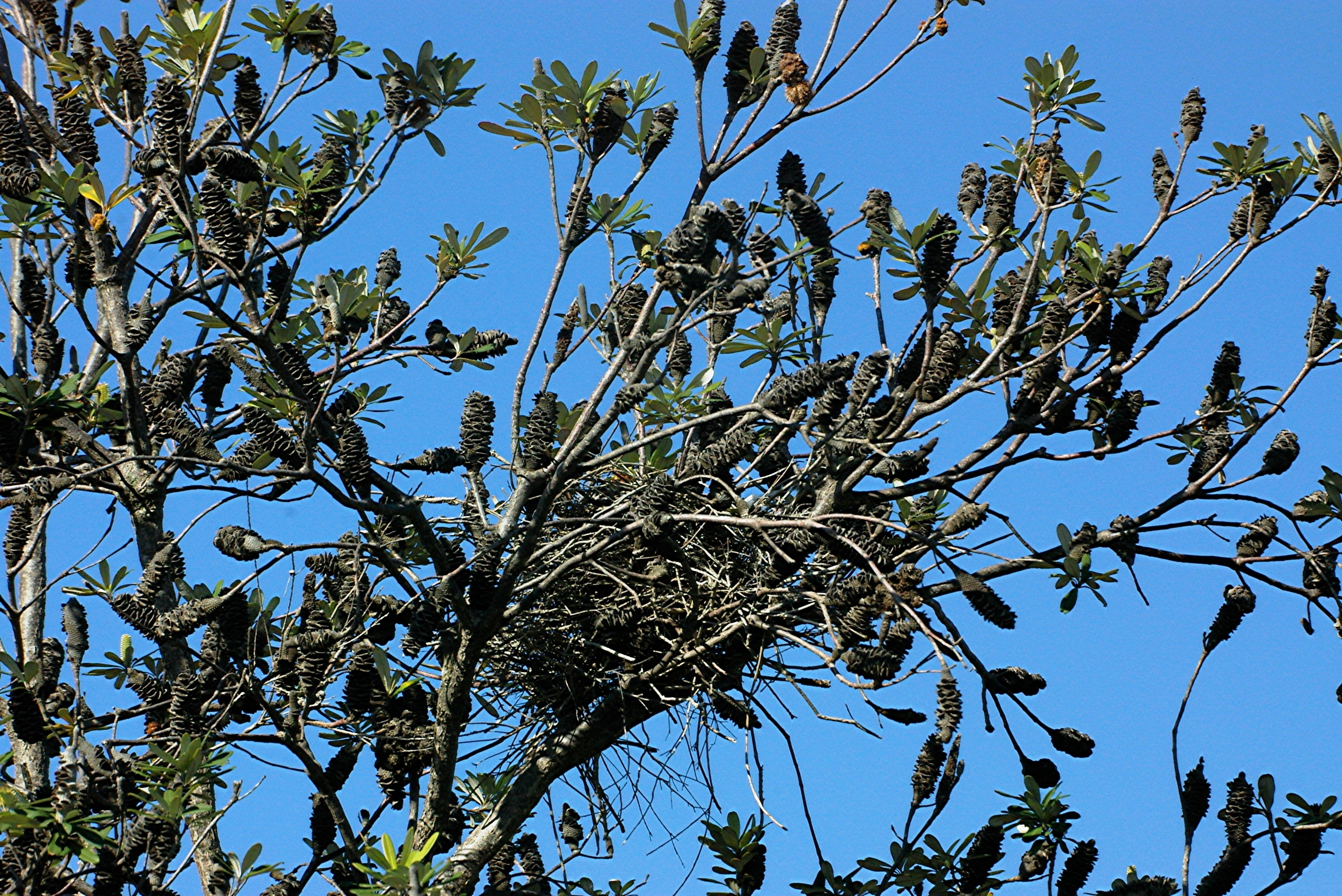
Gniazdo na banksji

Dzierzbowrony mają długi okres lęgowy, którego dokładny termin zależy od miejsca występowania. W północnych częściach Australii ptaki gnieżdżą się między czerwcem a wrześniem, zaś w zimniejszych rejonach nie rozpoczynają, nim nie nadejdzie sierpień lub wrzesień; w wyższych partiach gór okres rozrodczy przeciąga się aż do stycznia. Gniazdo stanowi konstrukcja o kształcie miski sklecona z patyków, wyściełana miększym materiałem, jak trawa i kora. W okolicach siedlisk ludzkich w gniazdo mogą być wplecione także i materiały sztuczne. Gniazda budują wyłącznie samice, które umieszczają je w rozwidleniach gałęzi wysoko na drzewie, często w wyeksponowanym miejscu. Ptaki preferują eukaliptusy, ale używają także wielu innych drzew dziko rosnących lub wprowadzonych sosen, głogów i wiązów. Często na tym samym drzewie co G. tibicen gniazdują: buszówka żółtorzytna (Acanthiza chrysorrhoa), wachlarzówka smolista (Rhipidura leucophrys), białoczółka brązowa (Aphelocephala leucopsis) i (rzadziej) miodożer maskowy (Manorina melanocephala). Pierwsze dwa gatunki mogą nawet umieścić swoje gniazdo bezpośrednio pod gniazdem wspomnianego srokacza, a drobny lamparcik strojny (Pardalotus striatus) może zrobić zagłębienie o charakterze gniazda w podstawie gniazda dzierzbowrona. Takie „wtargnięcie” na teren gniazda jest całkowicie tolerowane przez ptaki. Żłobianka (Scythrops novaehollandiae) we wschodniej Australii podkłada swe jaja dzierzbowronom; te wychowają młode tej kukułki, które niekiedy wygrywają w konkurencji o pokarm z pisklętami gospodarza.

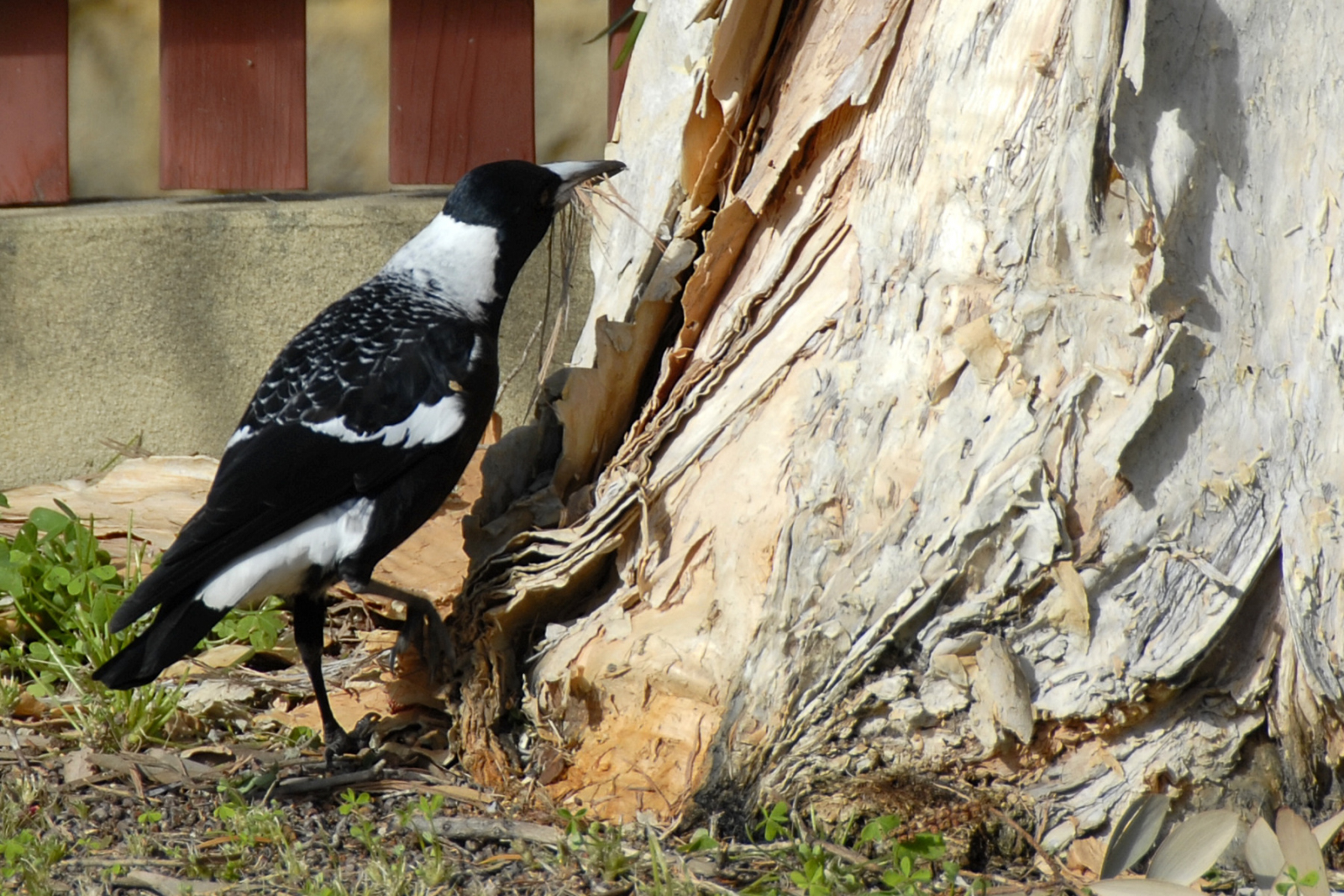
Samica podgatunku G. t. dorsalis zbierająca materiał na gniazdo

W zniesieniu znajduje się od dwóch do pięciu jaj o owalnej skorupce koloru jasnoniebieskiego lub zielonawego i wymiarach blisko 30 na 40 mm. Młode klują się synchronicznie po około 20 dniach wysiadywania; w jednym z badań, prowadzonym na osobnikach zamieszkujących Queensland, wykazano, że okres inkubacji to około 20–25 dni. Młode są gniazdownikami – wykluwają się nagie, różowe, ślepe, mają duże stopy, szeroki, krótki dziób i jaskrawoczerwone gardło. Oczy otwierają im się w pełni po 10 dniach życia. W pierwszym tygodniu na głowie, grzbiecie i skrzydłach pojawia się delikatny puch, w drugim tygodniu pojawiają się zalążki piór w osłonkach. Już od tego momentu widać, że dane pisklę będzie posiadać czarno-białe upierzenie. Pisklęta karmi samica, zaś samicę – samiec. Wiadomo, że u dzierzbowrona występuje gniazdowanie kooperatywne i inne, niż para rodziców, ptaki mogą pomóc w opiece nad młodymi. To, czy gniazdowanie kooperatywne wystąpi, zależy od regionu oraz wielkości grupy, w jakiej żyje dana para.

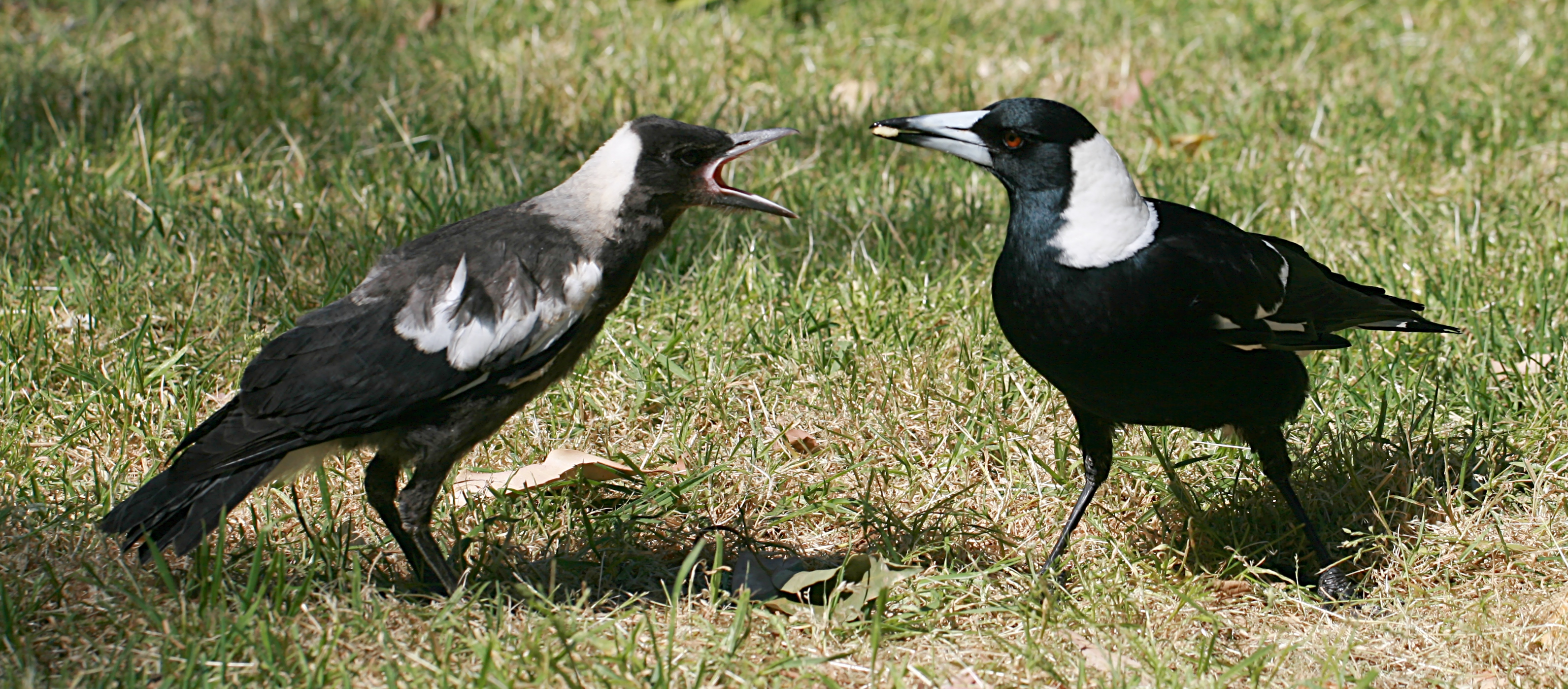
Młody żebrzący o pokarm od ojca

Trzy tygodnie po opuszczeniu gniazda młodociane dzierzbowrony potrafią już same wyszukiwać pokarm, a gdy mają pół roku są w tej kwestii już niemal całkiem samodzielne. Niektóre żebrzą o pokarm mając jeszcze 8 lub 9 miesięcy, ale zwykle są wtedy ignorowane. W pierwszym roku życia osiągają rozmiary dorosłych osobników. Wiek, w jakim młodociane ptaki opuszczają rodziców, różni się w zależności od regionu; do tego zależny jest od stopnia agresji dominującego osobnika o płci odpowiadającej płci młodocianego. Zwykle samce są przeganiane w młodszym wieku. Wiele opuszcza rodziców mając około roku, ale wiek rozpoczęcia samodzielnego życia waha się od 8 miesięcy do 4 lat.
W szacie juwenalnej przeważa kolor jasnoszary i brąz, odmiennie niż u jaskrawych, czarno-białych dorosłych; dwu- i trzyletnie ptaki obu płci bardzo przypominają samice i trudno jest je odróżnić. Młode ptaki, dopóki nie osiągną wieku około dwóch lat, mają ciemnobrązowe tęczówki. Przeważnie dzierzbowrony dożywają około 25 lat, jednak zdarzały się przypadki ptaków osiągających wiek 30 lat. Wiek przystąpienia do rozrodu zależy od obszaru występowania, jednak przeważnie ptaki rozpoczynają lęgi mając od 3 do 5 lat.

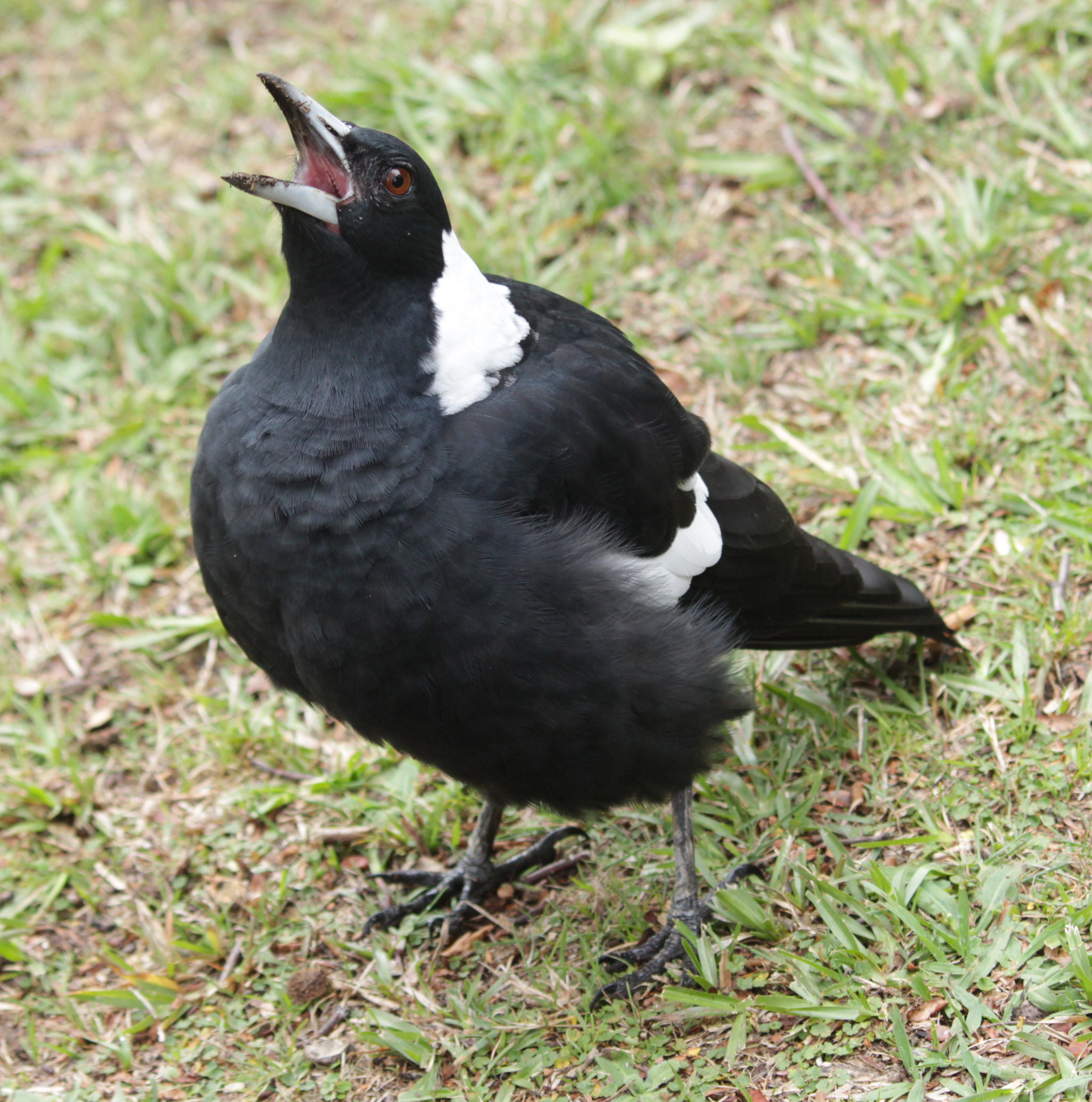
Samiec w postawie agresywnej

## Relacje z ludźmi

### Ataki lotem nurkowym
Dzierzbowrony to wszędobylskie ptaki, które przywykły do obecności człowieka. Niewielki odsetek od późnego sierpnia do wczesnego października (okres lęgowy) staje się bardzo agresywny i niekiedy lotem nurkowym atakuje przechodniów. Odsetek takich ptaków jest trudny do oszacowania, prawdopodobnie wynosi mniej niż 9% populacji. Prawie wszystkie atakujące osobniki (blisko 99%) to samce; przeważnie atakują pieszych w promieniu 50 m od gniazda, w przypadku rowerzystów jest to 100 m. Ataki zaczynają się wraz z wykluciem się piskląt, a częstotliwość i ich siła wzrasta wraz z dorastaniem młodych; po tym, jak opuszczą gniazdo, agresja ustaje.
Agresywne osobniki mogą demonstrować serie zachowań mających na celu odstraszenie intruza. Do mniej groźnych należą głosy ostrzegawcze i loty nurkowe w odległości od ostrzeganej osoby, kiedy ptak przelatuje nie dalej niż kilka metrów obok intruza, a następnie ląduje. Następnie dzierzbowron może podlecieć na bliższą odległość, wyraźnie kłapiąc dziobem lub nawet szczypnąć lub udziobać twarz, szyję, ucho albo oko. Rzadziej ptak z wysokości spuszcza się na intruza (przeważnie rowerzystę), uderzając go swoją piersią. Nieczęsto agresywny osobnik może wylądować na ziemi, a następnie poderwać się i przysiadając na klatce piersiowej ofiary dziobać ją po twarzy.

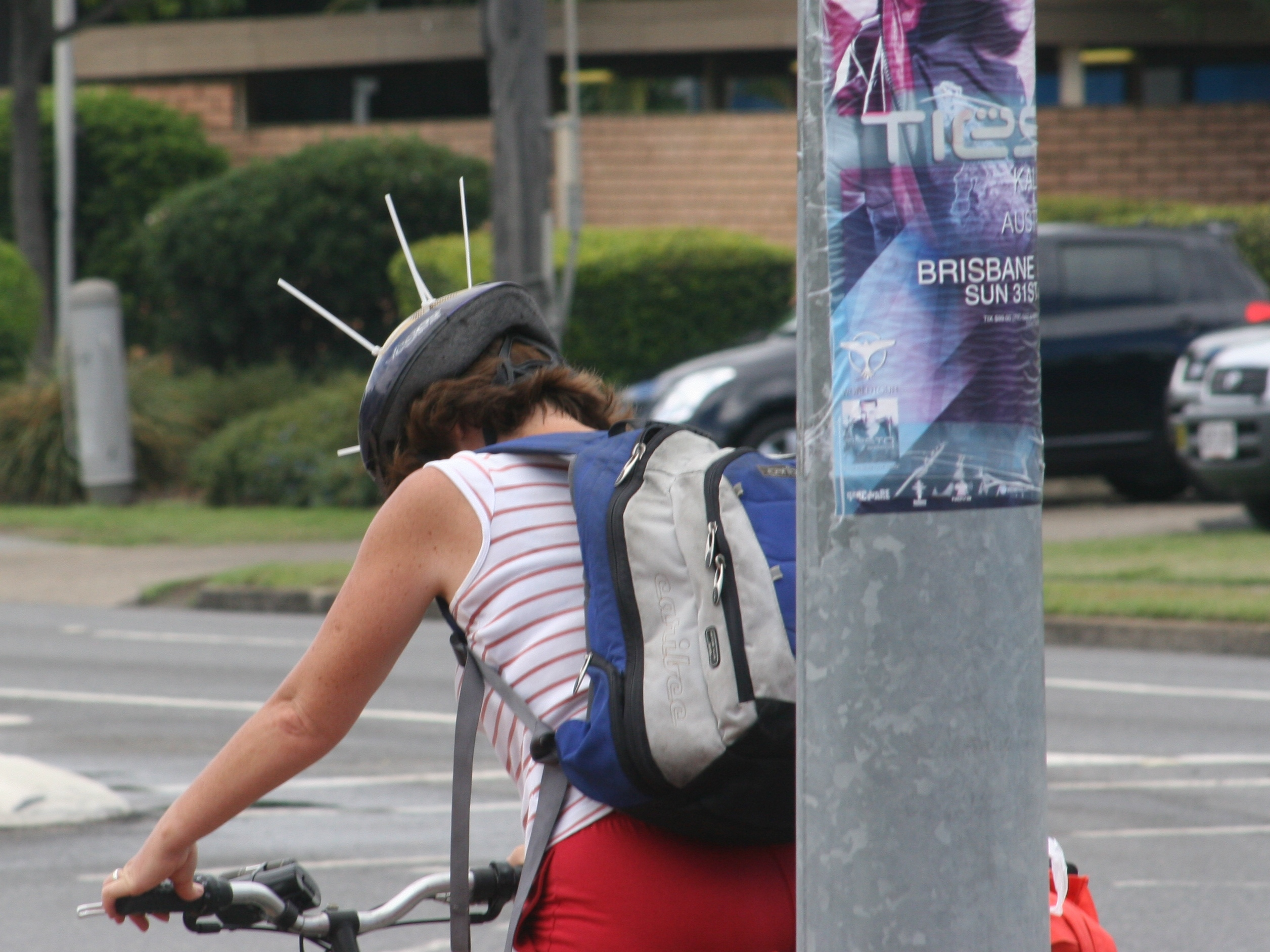
Rowerzysta z hełmem ze szpikulcami mającymi zniechęcić dzierzbowrona do ataku

Ataki dzierzbowrona mogą zranić, przeważnie są to rany głowy; nagle zaatakowany rowerzysta może utracić kontrolę nad pojazdem i wskutek tego doznać innych obrażeń.

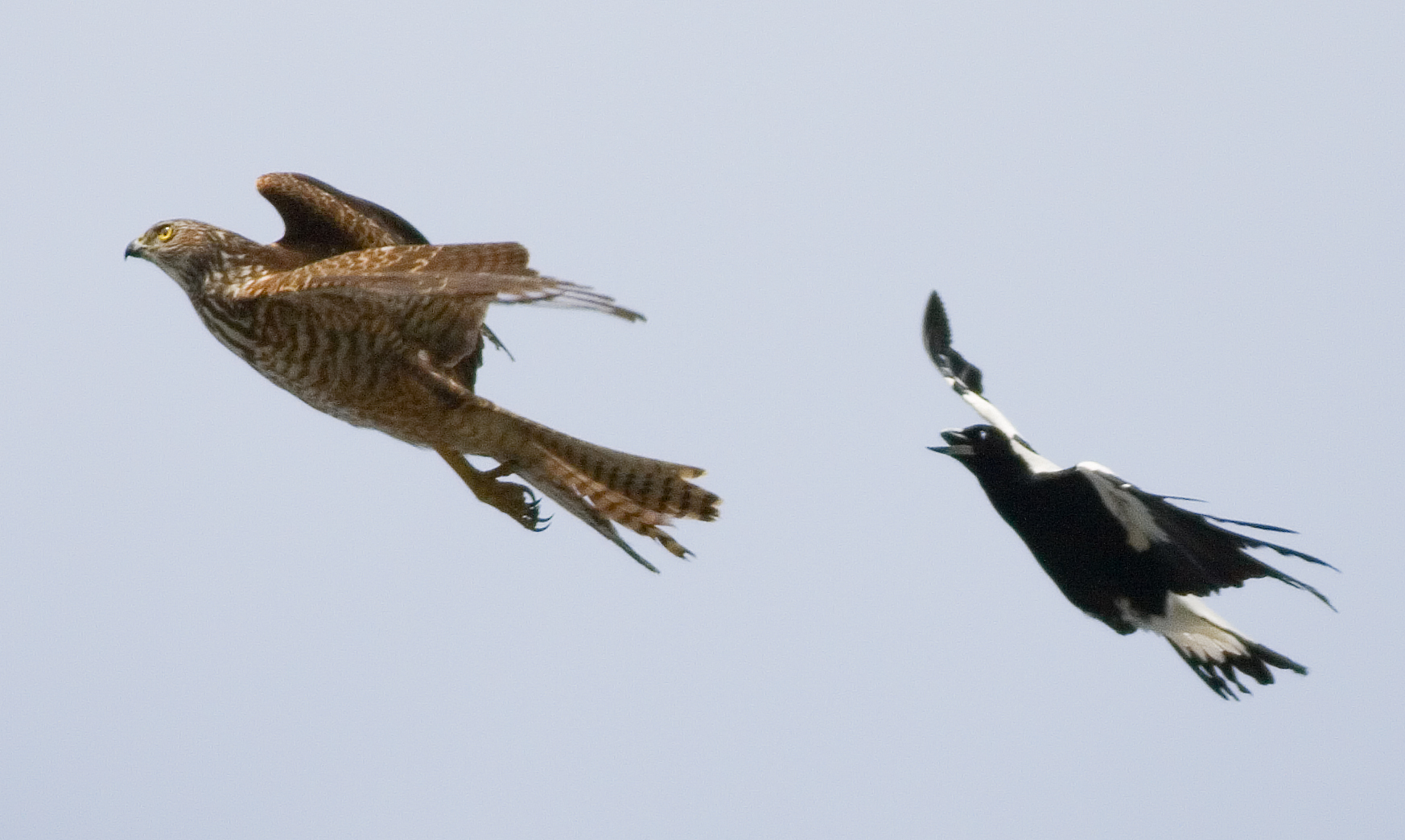
Dzierzbowron broniący terytorium przed krogulcem brunatnym

Jeśli z jakiejś przyczyny dana osoba musi przejść w okolicy gniazda, zapobiegnąć konsekwencjom ataków może założenie kapelusza o szerokim rondzie lub czapki „legionówki”, lub użycie parasola; czapki typu beanie oraz kaski nie są skuteczne ze względu na możliwość zranienia szyi lub boków głowy. Dzierzbowrony najchętniej atakują od tyłu, stąd ptak, który cały czas jest w zasięgu wzroku przechodnia, nie zaatakuje chętnie. Można również przełożyć okulary przeciwsłoneczne na tył głowy, dzięki czemu ptak uzna, że tam znajdują się oczy, i może również zniechęcić się do ataku. Narysowane na nakryciu głowy, także i kasku, oczy pozwalają uniknąć ataku jedynie w przypadku pieszych
Skutecznie dzierzbowrony odstraszają przytwierdzone do rowerów giętkie kije z chorągiewką na końcu oraz przytwierdzanie do kasków opasek zaciskowych.
Ze względu na prawną ochronę dzierzbowronów nie wolno ranić ani zabijać. Mimo tego w niektórych stanach Australii zakaz nie dotyczy przypadku ataku, zezwalając na skrzywdzenie ptaka, gdy ten jest bardzo agresywny; taki wyjątek zapisany jest prawnie na przykład w sekcji 54 National Parks and Wildlife Act z Południowej Australii. Zwykle taki osobnik zostaje jednak złapany i przewieziony w wyludniony obszar. Niemal wszystkie potrafią znaleźć drogę powrotną, jeśli nie zostały wywiezione dalej niż 25 km od miejsca złapania. Usuwanie gniazda jest bezcelowe ze względu na fakt, że najpewniej ptak i tak wyprowadzi kolejny lęg, a może być wtedy jeszcze bardziej agresywny.
Jedną z propozycji zapobiegania agresji jest karmienie ptaków z ręki, co ma oswajać je z ludźmi i sprawiać, że przestaną postrzegać ich jako zagrożenie. Jak dotąd nie przeprowadzono jeszcze usystematyzowanych badań potwierdzających tę tezę.

### Odniesienia w kulturze
Dzierzbowron pojawia się w kulturze australijskich Aborygenów. Ludzie posługujący się językiem Yindjibarndi, zamieszkujący okolice Pilbary (północno-zachodnia Australia) uznawali tego ptaka za symbol wschodu słońca. Znane im były również terytorialne zachowania, co odnotowano w jednej z pieśni Burndud (pieśni dotyczącej zwyczajów). Wśród ludu żyjącego w regionie Illawarra (na południe od Sydney) był to ptak totemowy.
W 1901 roku dzierzbowron (pod nazwą piping-shrike) został uznany za oficjalne godło Rządu Australii Południowej przez ówczesnego gubernatora H. Tennysona i w 1904 zaczął pojawiać się na fladze. Dzierzbowron często pojawia się w symbolach drużyn sportowych, a jego wyzywające, zbyt pewne siebie podejście zostało przyrównane do mentalności Australijczyków. Niektóre drużyny zakładają także czarno-białe stroje. Collingwood Football Club przejął dzierzbowrona jako symbol po tym, jak drużyna w 1892 spotkała się z ówczesną drużyną reprezentacyjną Australii Południowej. Port Adelaide Magpies przyjął barwy i symbol wywodzące się od ptaka w 1902. Inne przykłady to Souths Logan Magpies i Western Suburbs Magpies z Sydney. Niegdyś rozgorzały intensywne dyskusje na temat tego, która drużyna jako pierwsza obrała za symbol dzierzbowrony. Klub Glenorchy Football Club z Tasmanii musiał zmienić stroje graczy po tym, jak znalazł się w tej samej lidze, co klub Claremont Magpies.
Hawke’s Bay Rugby Union z nowozelandzkiego miasta Napier również jest znany jako The magpies. Jeden z popularnych wierszy The Magpies (Denis Glover) ma refren o treści Quardle oodle ardle wardle doodle, co ma imitować głos ptaka. W komiksie Footrot Flats do bohaterów należy dzierzbowron imieniem Pew.